# Abbazia di Zirc
L'abbazia di Zirc (in latino Abbatia Zircensis) è un monastero della congregazione cistercense zircense.

## Storia
Fu fondata nel 1182 da Béla III d'Ungheria e affidata ai cistercensi provenienti dall'abbazia di Clairvaux. Lo stanziamento definitivo fu fissato nel 1198.
Gli edifici monastici, inclusa la grande chiesa abbaziale, furono eretti agli inizi del Duecento in forme gotiche, ma le strutture originali andarono completamente distrutte nel Cinquecento.
Durante i primi secoli della sua storia l'abbazia non conobbe mai uno sviluppo rilevante: nel 1511 i suoi beni erano sotto il controllo di laici e nel 1537 passarono a una famiglia protestante; la proprietà dell'abbazia passò nel 1549 alla diocesi di Győr, ma nel 1552 gli edifici furono saccheggiati e devastati dai Turchi.
Tra il 1609 e il 1659 il titolo abbaziale fu conferito a vescovi ed ecclesiastici ungheresi, poi il titolo e i diritti dell'abbazia passarono all'abbazia di Lilienfeld, che nel 1669 li cedette all'abbazia di Heinrichau. L'abbazia di Zirc fu ripopolata da monaci provenienti da Heinrichau che, tra il 1727 e il 1752, riedificarono il monastero in forme barocche. Zirc rimase un priorato alle dipendenze di Heinrichau fino alla soppressione dell'abbazia slesiana nel 1810.
Divenuta autonoma nel 1814, si aggregò i monasteri di Pilis, Pásztó e Szentgotthárd e resistette alle soppressioni giuseppine assumendo la direzione di alcune scuole lasciate dai gesuiti; altri ginnasi furono aperti a Baja e, nel 1912, a Budapest.
Nel 1923 le abbazie ungheresi, fino ad allora unite alla congregazione austriaca, si unirono in una congregazione indipendente sotto la presidenza dell'abate di Zirc.
In seguito all'occupazione sovietica dell'Ungheria del 1945 gli edifici monastici furono confiscati e nel 1948 le scuole dirette dall'abbazia furono secolarizzate. L'abbazia fu soppressa nel 1950 e i monaci dispersi si rifugiarono negli Stati Uniti d'America, dove fondarono il monastero di Our Lady of Dallas. I cistercensi poterono far ritorno a Zirc dopo la caduta del regime comunista nel 1989.